# Cis lineatosetosus
Cis lineatosetosus là một loài bọ cánh cứng trong họ Ciidae. Loài này được Pool miêu tả khoa học năm 1917.